# Таврія (зоопарк)
Та́врія — зоологічний парк місцевого значення в Україні. Розташований на території Новомиколаївського району Запорізької області, за 2 км на схід від смт Тернувате. 
Площа 290 га. Статус присвоєно згідно з розпорядженням голови обласної державної адміністрації від 09.07.1997 року № 338. Перебуває у віданні: ЗАТ «ЗАЗ».